# Savignano sul Panaro
Savignano sul Panaro este o comună din provincia Modena, Italia. În 2011 avea o populație de 9280 de locuitori.

## Demografie
Savignano sul Panaro - evoluția demografică

|  | Graficele sunt indisponibile din cauza unor probleme tehnice. Mai multe informații se găsesc la Phabricator și la wiki-ul MediaWiki. |

Date: Recensăminte sau birourile de statistică - grafică realizată de Wikipedia